# San Marino na Zimowych Igrzyskach Olimpijskich 1994
San Marino na Zimowych Igrzyskach Olimpijskich 1994 w norweskim Lillehammer reprezentowało trzech mężczyzn, którzy wystartowali w dwóch konkurencjach.
Chorążym tej reprezentacji był Dino Crescentini.
Był to piąty start San Marino na zimowych igrzyskach olimpijskich.

## Wyniki

### Bobsleje
Mężczyźni
- Dino Crescentini
- Mike Crocenzi

Ślizg dwójek mężczyzn
| Sanie | Atleci                         | W sumie | Miejsce |
| ----- | ------------------------------ | ------- | ------- |
| SMR   | Dino Crescentini Mike Crocenzi | 3:41.25 | 41.     |

### Narciarstwo alpejskie
- Nicola Ercolani
  - slalom gigant – nie ukończył